# LFG Roland D.III
Le LFG Roland D.III était un avion de chasse fabriqué en Allemagne pendant la Première Guerre mondiale.

## Conception
Le D.III était un développement du chasseur Roland D.I. Ces machines avaient un fuselage qui comblait complètement l’intervalle entre les deux plans, caractéristique de conception destinée à améliorer l'aérodynamique. Cependant, cela avait comme effet indésirable de limiter le champ de vision du pilote vers le haut et le bas, ce qui a entraîné des récriminations de ces derniers. LFG a tenté de remédier à ce défaut sur le D.III, en introduisant un espace libre entre le dessus du fuselage et l'aile supérieure, qui étaient reliés par des entretoises. La taille des plans horizontaux de l'empennage a également été augmentée.
Cela a effectivement constitué une amélioration par rapport au prédécesseur, le Roland D.II. Les performances du D.III restaient cependant inférieures à celles des autres chasseurs contemporains disponibles pour l’armée allemande, en particulier ceux produits par Albatros Flugzeugwerke. Le Roland D.III n'a donc été produit qu'en petite quantité.

## Opérateurs
Bulgarie
- Force aérienne bulgare

 Empire allemand
- Luftstreitkräfte